# Romance historique
Vous lisez un « article de qualité » labellisé en 2009.
La romance historique, également appelée roman d'amour historique (« historical romance » en anglais) est, au sens moderne du terme, un sous-genre littéraire de la romance ainsi que du roman historique. Elle met en scène une fiction narrant la rencontre puis le développement d'une histoire d'amour entre un homme et une femme dans un cadre historique mais les événements de l'Histoire y occupent une place secondaire.
La romance historique apparaît au début du XXe siècle avec l'écrivain anglais Georgette Heyer, au moment où Rafael Sabatini, avec Scaramouche (1921) et Capitaine Blood (1922), relance la vogue des romans historiques. S'inspirant des romans de Jane Austen, Georgette Heyer imagine des histoires d'amour situées durant la Régence anglaise. Pendant la Seconde Guerre mondiale, des romans historiques aux accents romantiques, Autant en emporte le vent de Margaret Mitchell et Ambre de Kathleen Winsor, remportent d'énormes succès. Toutefois, c'est le premier roman de Kathleen Woodiwiss, Quand l'ouragan s'apaise, paru en 1972, qui ouvre la voie à une nouvelle forme de romance historique. Deux ans plus tard, Rosemary Rogers confirme l'explosion du genre avec Amour tendre, amour sauvage vendu à 1,8 million d'exemplaires aux États-Unis durant les deux premières années suivant sa sortie.
Pour les différencier des romances contemporaines, il est établi que les histoires des romances historiques se déroulent avant la fin de la Seconde Guerre mondiale et la plupart d'entre elles incluent des attitudes contemporaines, comme le fait que les héroïnes soient plus cultivées que les autres femmes au regard de la norme de leur époque. En très grande majorité, les romans sont publiées en format standard ou romans de « littérature générale » (« single title romance ») (pas de limite de mots ou de pages) et non en format court ou romans sériels (« category romance ») (pas plus de 55 000 mots ni 200 pages). Enfin, la romance historique contient une variété de sous-genres correspondant à des périodes historiques précises. Les romances situées en Amérique sont très populaires, en particulier celles des sous-genres « Western » et « Americana » mais les romances situées en Grande-Bretagne continuent d'attirer l'intérêt des lecteurs. Les périodes favorites sont le Moyen Âge, la Régence, l'époque georgienne et le règne victorien.   

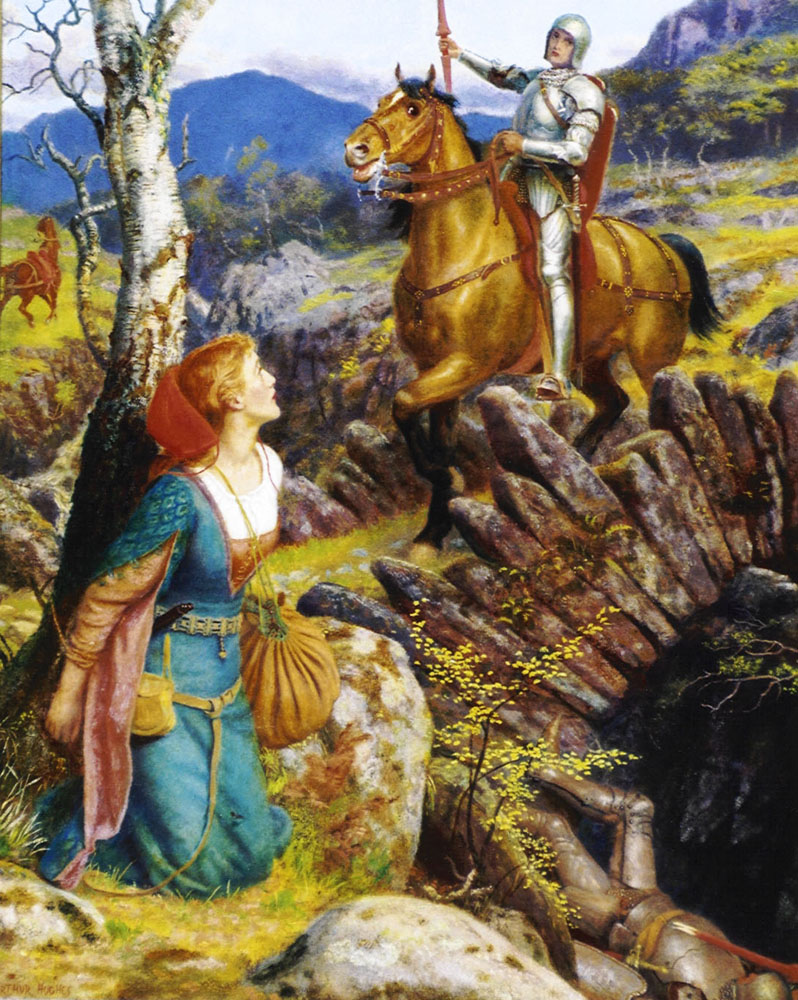
Arthur Hughes - Overthrowing of the Rusty Knight

## Définition
L'association américaine Romance Writers of America, qui représente les auteurs de romances aux États-Unis, et les éditeurs américains spécialisés dans la littérature sentimentale, définissent la romance comme étant un récit centré sur le développement d'une histoire d'amour entre un homme et une femme, avec une fin heureuse,. Hormis dans certaines romances des années soixante-dix, telles Chassé-Croisé de Bertrice Small, Insolente passion de Rosemary Rogers ou La promesse sauvage de Patricia Matthews, les relations sont exclusivement monogames. La particularité du genre est de faire évoluer les personnages dans un cadre historique. Cependant, si les auteurs n'hésitent pas à aborder les différents événements historiques qui se déroulent à l'époque choisie, ceux-ci ne doivent jamais prendre le pas sur l'histoire d'amour. Les éditeurs découragent notamment leurs auteurs de s'attarder sur les « descriptions de batailles, le climat politique de la période. »,. A contrario, les auteurs tentent de retranscrire le plus fidèlement possible l'atmosphère de l'histoire en utilisant un grand nombre de petits détails portant sur la nourriture, les vêtements, les maisons, les manières, les lieux les plus fréquentés, etc. Par exemple, il n'est pas rare que les robes et costumes choisis par les personnages principaux à l'occasion d'un bal ou les différents plats servis lors d'un dîner soient entièrement décrits.

## Histoire
Les premières romances historiques font leur apparition en 1921, lorsque l'écrivain britannique Georgette Heyer commence à rédiger des histoires situées au temps de la Régence, période durant laquelle le Prince de Galles (futur George IV) dirigea le Royaume-Uni à la place de son père malade, le roi George III. Heyer s'est inspirée des romans de Jane Austen. Bien qu'Austen ait également écrit des romans situés durant la Régence, il ne s'agissait pas pour elle de romans historiques, mais de romans contemporains puisqu'elle décrivait simplement l'époque dans laquelle elle vivait. Comme elle imagine des évènements et des situations survenus une centaine d'années plus tôt, Heyer doit inclure plus de détails sur la période pour que ses lecteurs puissent comprendre le roman. À la différence des autres romans de cette époque, les histoires d'Heyer utilisent le cadre comme un « plot device », une astuce narrative utilisée pour faire avancer l'intrigue. Les protagonistes disposent souvent de sensibilités plus modernes et les personnages les plus conventionnels de ses romans servent à mettre en évidence les excentricités de l'héroïne, comme le désir de se marier par amour. Heyer est un auteur prolifique, elle écrit un à deux romances historiques par an jusqu'à sa mort survenue en 1974. À la veille de la Seconde Guerre mondiale, Autant en emporte le vent de Margaret Mitchell rencontre un succès sans précédent et met en scène des personnages plus réalistes. Cette période voit également paraître Ambre, le livre à succès controversé de Kathleen Winsor. Chaste, en comparaison des héroïnes des romances historiques actuelles, Ambre défie néanmoins les conventions, « se comporte outrageusement et poursuit son homme d'une manière tout à fait inhabituelle pour les années 40 »,. Ces deux romans historiques comportent des éléments romantiques (« Romantic historicals »), mais l'histoire d'amour n'est pas l'élément principal de l'intrigue[réf. nécessaire]. 

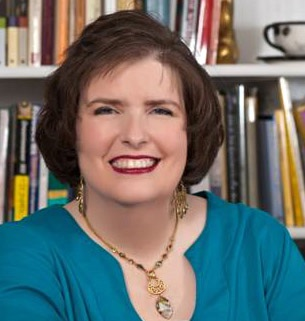
Sabrina Jeffries, auteur américain de romances historiques

La romance moderne serait née en 1972 avec la publication par les Éditions Avon de Quand l'ouragan s'apaise de Kathleen Woodiwiss, le premier roman d'amour qui « suit les personnages principaux dans la chambre à coucher »,,, bien que dès 1957 en France, le célèbre roman Angélique, Marquise des Anges d'Anne et Serge Golon posait déjà les bases de la romance historique. Hormis son contenu, Quand l'ouragan s'apaise est révolutionnaire aux États-Unis, du fait d'une part, d'être l'un des premiers romans à sortir directement en livre de poche avant même d'être publié en livre relié et d'autre part, d'être distribué dans des drugstores ou autres magasins en libre service destinés au grand public. Il s'est vendu à 2,35 millions d'exemplaires. Avon continue sur cette voie en publiant en 1974 la deuxième romance de Woodiwiss, Le Loup et la colombe ainsi que deux romances écrites par une nouvelle venue Rosemary Rogers. L'un des livres de Rogers,  Insolente passion se vend à 2 millions d'exemplaires dès les trois premiers mois de sa parution et en 1975, Publishers Weekly annonce que « Les originales d'Avon » (« Avon originals ») ont vendu 8 millions de livres. L'année suivante plus de 150 romances historiques sont publiées, dont beaucoup sortent directement en livre de poche, totalisant 40 millions de livres vendus. Contrairement à Woodiwiss, les romances de Rogers présentent des couples qui voyagent à travers le monde, qui se retrouvent souvent séparés pendant une période et qui n'hésitent pas à avoir de multiples partenaires.
Le succès de ces romances incite les auteurs à créer un nouveau style d'écriture. Celui-ci se concentre principalement sur une fiction historique retraçant la relation monogame entre une héroïne sans défense et le héros qui l'a sauvée, même s'il est celui qui l’a mise en danger. Les couvertures originales (ainsi que celles choisies dans les pays francophones) ont tendance à représenter une femme légèrement vêtue dans les bras du héros, tandis que les récits mettent souvent en scène des héroïnes malmenées voire violentées par les héros. Aussi, ces romances des années 70-80 sont surnommées « bodice-rippers » aux États-Unis (« déchireurs de corsage »). En 1980, un article du Wall Street Journal fait référence à ces Bodice rippers comme étant « la réponse du monde de l'édition au Big Mac : ils sont sexys, bon marché, prévisibles et dévorés dans des quantités stupéfiantes par des légions de fans fidèles »,. Le terme Bodice-Ripper est désormais considéré comme insultant dans l'industrie de la littérature sentimentale.
Dans ce nouveau style de romance historique, les héroïnes sont indépendantes et résolues, et rencontrent souvent des héros qui évoluent en étant attentionnés envers elles ou des hommes compatissants qui admirent sincèrement les femmes qu'ils aiment. Cela contraste avec les romances contemporaines publiées au même moment, caractérisées par de faibles jeunes femmes tombant amoureuses de mâles alpha autoritaires. Bien que ces héroïnes jouent un rôle actif dans l'intrigue, elles restent « passives dans leurs relations avec les héros »,. De plus, en grande majorité, les âges des héroïnes se situent entre 16 et 21 ans, avec des héros légèrement plus vieux, autour de 30 ans. Les femmes sont vierges, tandis que les hommes ne le sont pas, et ils sont tous décrits comme étant beaux ou s'ils ne le sont pas, ils possèdent un physique fascinant.
À la fin des années 1980, la romance historique domine le genre. Les plus populaires sont celles qui mettent en scène des guerriers, des chevaliers, des pirates et des cow-boys. Dans les années 90, le genre commence à se concentrer davantage sur l'humour, comme Julie Garwood qui présente des situations et des personnages humoristiques dans ses romances historiques.

## Marché

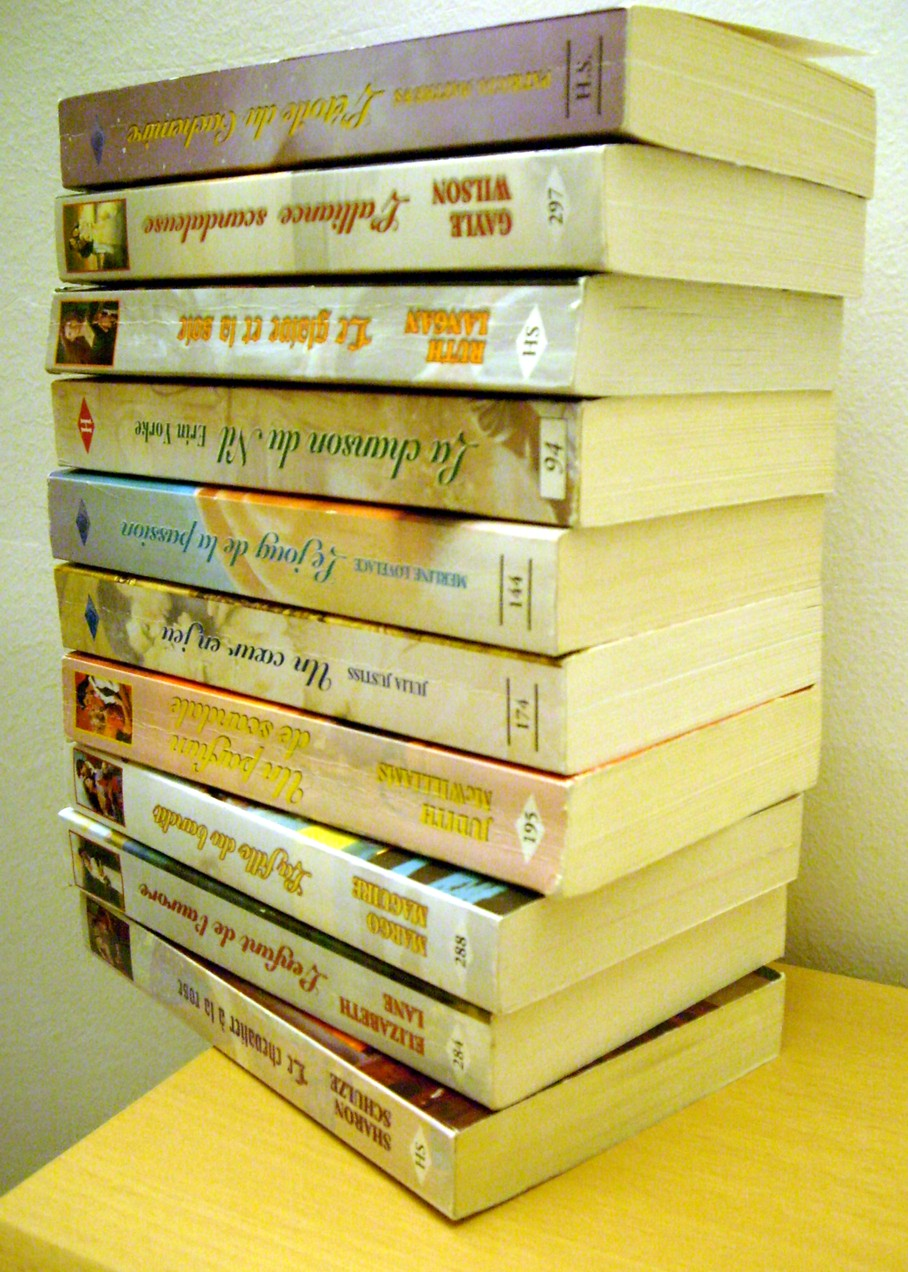
Collection Les Historiques

Aux États-Unis ou dans les pays francophones, les romances historiques sont rarement publiées en grand format ou en livre relié. Contrairement aux romances contemporaines, elles sont quasiment absentes des librairies ainsi que des grandes enseignes culturelles (Fnac, Virgin). De plus, étant destinées au grand public, elles ont des parcours (succès ou échec) étroitement liés aux goûts des lecteurs. En France, hormis quelques exceptions, seules deux maisons d'éditions éditent des romances historiques dans deux collections principales : Les Historiques chez Harlequin aux couvertures plus sobres et Aventures et Passions chez J'ai lu avec leur caractéristique couverture rouge. Ils publient respectivement six et quatre titres par mois. Il s'agit exclusivement de romances écrites par des auteurs anglophones. Ces deux éditeurs ne traduisent pas l'ensemble des titres parus, un choix éditorial est effectué suivant la qualité et le succès qu'a préalablement connu le livre. Ainsi, il n'est pas rare que les sagas ne soient pas publiées dans leur intégralité[réf. nécessaire].
En 2001 aux États-Unis, 778 romances historiques paraissent dans l'année. Mais en 2004, ce nombre redescend à 486, ce qui constitue tout de même 20 % de l'ensemble des romances publiées. La maison d'édition américaine Kensington Books déclare qu'ils reçoivent moins de manuscrits de romances historiques et que leurs auteurs précédemment publiés se sont tournés vers le contemporain,.

## Sous-genres
Les romances historiques explorent une grande variété d'époques et de lieux, avec une préférence pour le Royaume-Uni et les États-Unis. L'Espagne, le Mexique, la France, l'Italie, la Russie et l'Inde sont parfois choisis par les auteurs pour varier les décors. Hormis dans les sous-genres situés aux États-Unis ou au début du XXe siècle, les héros et/ou héroïnes sont issus de la noblesse à de rares exceptions près. Bien qu'il leur soit possible de situer leurs intrigues à n'importe quelle époque, la majorité des auteurs se concentrent sur des périodes historiques bien définies. Ainsi, les éditeurs leur recommandent de privilégier « les romances se situant avant 1900 »,.
Les romances historiques sont généralement classées selon les sous-genres principaux suivants :

### Viking

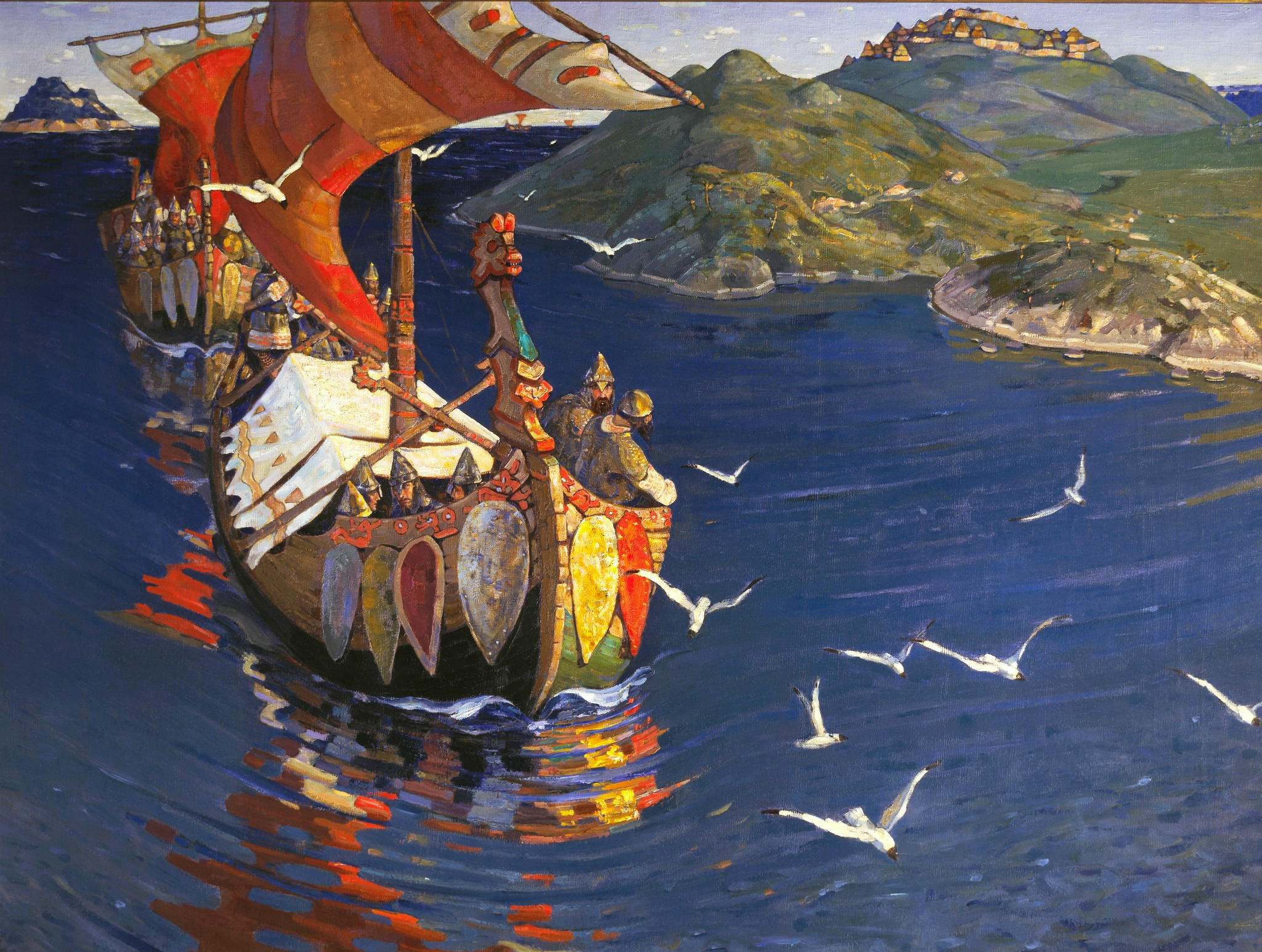
Représentation des Vikings au XIXe siècle

Ces romances mettent en scènes des Vikings durant l'Âge sombre ou le Moyen Âge. Les héros de la période « Viking » sont typiquement des mâles alpha qui sont domptés par leurs héroïnes. La plupart des héros masculins sont décrits de la façon suivante : « grands, blonds et remarquablement beaux »,. L'utilisation de cette culture permet aux histoires et aux personnages de voyager, car les vikings étaient « habituellement des aventuriers, cherchant et conquérant des territoires sur toute la surface du globe »,. C'est également le seul sous-genre où les intrigues se déroulent en partie dans les régions scandinaves. Lors d'un sondage effectué en 1997 parmi 200 lecteurs de romances « Viking », The Fires of Winter de Johanna Lindsey est désigné comme la meilleure romance de cette catégorie. Il n'a pas été traduit en français, mais sa suite a été publiée dans la collection Aventures et Passions sous le titre La viking insoumise. Hormis Lindsey, les auteurs les plus connus du style « Viking » sont Helen Kirkman (Le sceptre d'or), Heather Graham et Catherine Coulter (Esclave du viking). Le sous-genre « Viking » est tombé en désuétude et peu de romances dans cette veine sont publiées depuis le milieu des années 1990.

### Moyen Âge

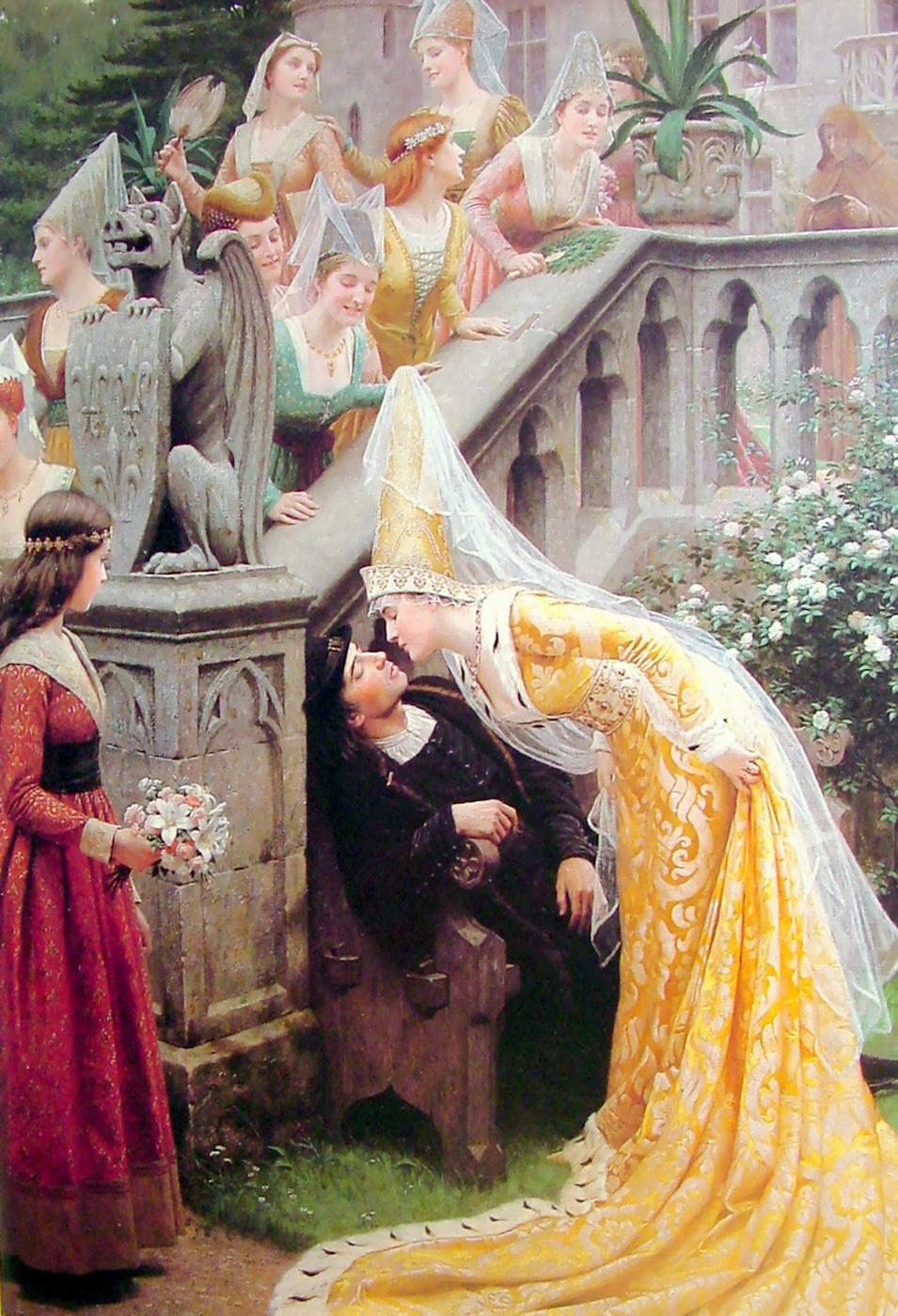
Alain Chartier d'Edmund Blair Leighton.

Ces romances se situent habituellement entre 938 et 1485. Les femmes, dans ce type de littérature, sont souvent considérées comme une simple propriété, obligées de vivre à la merci de leur père, tuteur ou du roi. Il s'agit toujours d'une Lady, l'héroïne doit utiliser son intelligence, sa volonté et trouver un mari qui acceptera son besoin d'indépendance, tout en continuant à la protéger des dangers de l'époque. Le héros est presque toujours un chevalier ou un lord qui apprend d'abord à la respecter ainsi que ses idées inhabituelles avant d'en tomber amoureux. Les héros sont toujours forts et dominateurs tandis que l'héroïne, malgré ses réussites, reste souvent dans une position subalterne. Néanmoins, cette place est son choix : préférer « l'amour et rester sous la protection de son amant, dont le but principal dans la vie est de combler les vœux de sa bien-aimée »,.
Certains thèmes ou « plot device » sont régulièrement utilisés par les auteurs spécialisés dans ce sous-genre, comme le mariage arrangé. Celui-ci revêt une importance spéciale car il permet de faire cohabiter deux personnages qui ne se connaissent pas, n'ont a priori rien en commun et quelquefois se haïssent. Il peut être imposé par le roi pour garantir la sécurité d'un lieu stratégique, par punition envers l'un de ses chevaliers ou pour le récompenser. La dot est également un élément souvent évoqué dans la conclusion d'un mariage. Elle donne en outre la possibilité d'alimenter les doutes que peut ressentir l'héroïne sur la sincérité des motivations du héros. De même, les auteurs mettent en avant l'insécurité de ces temps en ajoutant une dose de violence dans leurs récits : sièges, guerres, raids etc. En outre, depuis l'apparition des romances Bit lit (« paranormal romance »), le Moyen Âge est une période prisée par ces auteurs pour introduire des éléments mythiques ou magiques[réf. nécessaire].
Cette catégorie Moyen Âge comprend également deux sous-genres : « Invasion normande » et « Écosse/Irlande ». Le style « Écosse/Irlande » se caractérise par des héros masculins puissants, virils, très beaux mais rudes. Pour les Écossais, ils sont bien souvent chefs de leurs clans (Laird). L'Angleterre y est rarement présentée sous un jour favorable et les histoires en Écosse se déroulent principalement dans les Highlands, le territoire le plus au nord. Les Lowlanders, habitants du territoire plus proche de la frontière, sont plutôt considérés comme des traîtres par les personnages masculins. L'héroïne est généralement une lady anglaise, beaucoup plus sophistiquée, ignorante des us et coutumes irlandais ou écossais, mais pour autant, elle est loin d'être effacée. Elle se rend compte très vite qu'en aimant un Écossais ou un Irlandais, elle n'aime pas seulement un homme, mais un pays. En effet, l'accent est régulièrement mis sur la fierté qu'éprouve le héros masculin (ou même l'ensemble des personnages secondaires) vis-à-vis de leurs paysages, façons de vivre et valeurs morales ainsi que l'appartenance aux clans et le choix des couleurs des tartans pour les Écossais. Ce sous-genre est la spécialité de l'écrivain Julie Garwood (Sur ordre du roi, Un mari féroce...)[réf. nécessaire].
Dans le cas du sous-genre « Invasion normande », les histoires se déroulent au temps de la conquête de l'Angleterre (1050-1120) par le duc de Normandie, Guillaume le Conquérant. Cette période inclut la bataille d'Hastings (1066) et la défaite du roi Harold II d'Angleterre. Les héros masculins sont généralement des chevaliers normands tandis que les héroïnes sont des ladies saxonnes. Contrairement à Jean sans Terre, qui est régulièrement présenté comme un roi cruel et assassin (dans Un mari féroce de Julie Garwood, l'héroïne détient la preuve que Jean Sans Terre a ordonné le meurtre de son neveu Arthur Ier de Bretagne), Guillaume le Conquérant est apprécié des auteurs du sous-genre « Moyen Âge » qui le décrivent de manière positive[réf. nécessaire].
En France, les romans de Juliette Benzoni peuvent être apparentés à cette catégorie. Il faut distinguer ceux qui mettent en scène des nobles comme la série des Catherine de ceux qui sont liés aux métiers et aux guildes.

### XVIesiècle
Une grande partie des intrigues de cette période historique se déroulent dans le microcosme de la Cour qui gravite autour des monarques. Les divertissements (banquets, fêtes) et le luxe vont de pair avec le danger qui menace les héros. Les mariages arrangés, les intrigues politiques et les affaires clandestines qui gravitent autour du couple sont des éléments caractéristiques de ce sous-genre.

#### Tudor

Roméo et Juliette de Frank Dicksee

Les romances se situent en Angleterre entre 1485 et 1558. Les monarques anglais durant cette période sont issus de la dynastie Tudor :
- Henri VII (1485-1509)
- Henri VIII (1509-1548)
- Édouard VI (1548-1553)
- Marie (1553-1558)

Henri VIII est rarement décrit de manière positive dans les romances de ce sous-genre. Les auteurs soulignent de façon exagérée son goût pour les femmes, son embonpoint et ses caprices[réf. nécessaire].

#### Élisabéthaine
Les histoires ont lieu en Angleterre entre 1558 et 1603, durant le règne de d'Élisabeth Ire. Cette époque de bouleversement culturel est considérée comme étant la Renaissance anglaise. Comme Henri VIII dans le sous-genre précédent, Élisabeth Ire est régulièrement présente dans les intrigues en tant que personnage secondaire. Sa sévérité et sa jalousie envers les jeunes dames de la Cour (dont les héroïnes) sont souvent mises en avant[réf. nécessaire].

### XVIIesiècle

#### Commonwealth de l'Angleterre
Les romances appartenant à ce sous-genre se déroulent principalement sous le Protectorate d'Oliver Cromwell. Les intrigues, beaucoup plus politiques que dans d'autres sous-genres, mettent en exergue les dissensions entre royalistes (héros ou héroïne) et sympathisants de Cromwell. Sous sa dictature, l'austérité et le puritanisme se développèrent. Les protagonistes de ce sous-genre (de confession catholique ou anglicane) sont souvent victimes d'oppressions de la part des puritains. Ainsi dans La puritaine et le voyou d'Emily Bradshaw, le héros, déchu de son titre pour ses sympathies royalistes, tente de récupérer son fils qui lui a été retiré pour être élevé par des puritains[réf. nécessaire].

#### Restauration anglaise
Le retour de la monarchie avec le règne de Charles II coïncide avec un renouveau culturel et l'abandon de nombreuses restrictions imposées par la société puritaine. Les histoires de ce sous-genre sont généralement moins sombres que le précédent et délaissent les aspects politiques au profit d'un surplus d'action, de romance et d'aventures[réf. nécessaire].

### Époque georgienne

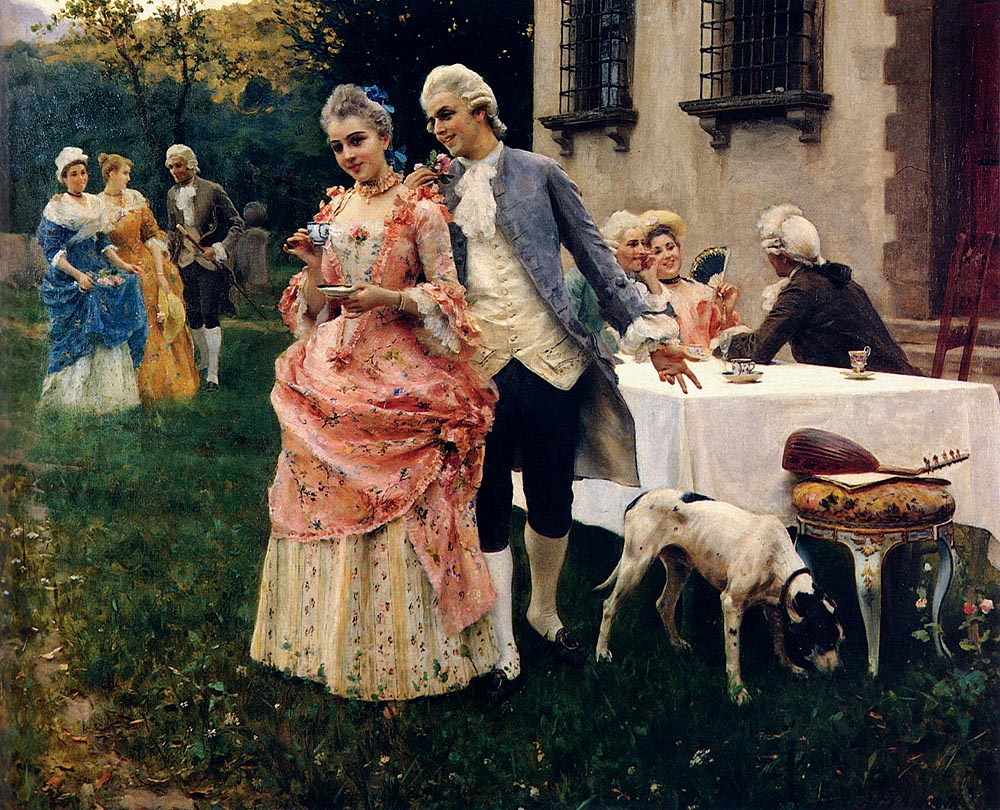
An Afternoon Tea de Federico Andreotti

Les intrigues sont développées entre 1714 et 1810 en Angleterre. Cette époque georgienne fait référence aux règnes des trois rois George :
- George I (1714-1727)
- George II (1727-1760)
- George III (1760-1820) (hormis la période de la Régence)

Les romances « georgiennes », qui sont très appréciées des auteurs de romances historiques, présentent assez régulièrement des héros sophistiqués à l'apparence flamboyante (perruques poudrées, hauts talons et épées), comme Achille d'Agenais le héros de Le fils du diable de Patricia Camden, et des intrigues politiques de la Cour. Ce style se distingue de la romance « Régence » par son côté beaucoup moins fleur-bleue.
Dans les nombreuses histoires où la Révolution française est évoquée, les révolutionnaires sont rarement exposés de manière positive. Les sans-culottes parisiens sont décrits comme d'infâmes sanguinaires (avec des allusions à la guillotine). À l'inverse, les véritables héros romantiques de ces intrigues sont les nobles, victimes de la furie révolutionnaire et qui s'enfuient en Angleterre, ou les espions anglais qui viennent les aider comme dans Les amants de l'ombre de Deborah Simmons. Les autres intrigues impliquent des contrebandiers, des bandits de grands chemins et toutes sortes d'affaires illégales et mystérieures. Les personnages principaux ne sont pas toujours les victimes.
Hormis dans la série des Marianne de Juliette Benzoni, la période napoléonienne est abordée du point de vue britannique. Elle permet l'introduction d'intrigues liées à l'espionnage ainsi qu'aux ravages de la guerre. Héros ou héroïnes espionnent pour le compte de la Couronne britannique afin de découvrir les secrets militaires des armées françaises. Enquêtes, secrets, double identité, suspicions réciproques et trahisons sont des composantes régulières de ces intrigues. De même, la guerre n'est pas abordée d'un point de vue idyllique. Si le héros en souffre directement (blessures, infirmités, traumatismes, cauchemars...), l'héroïne n'est pas épargnée (veuvage, perte de sa famille ...)[réf. nécessaire].

### Régence

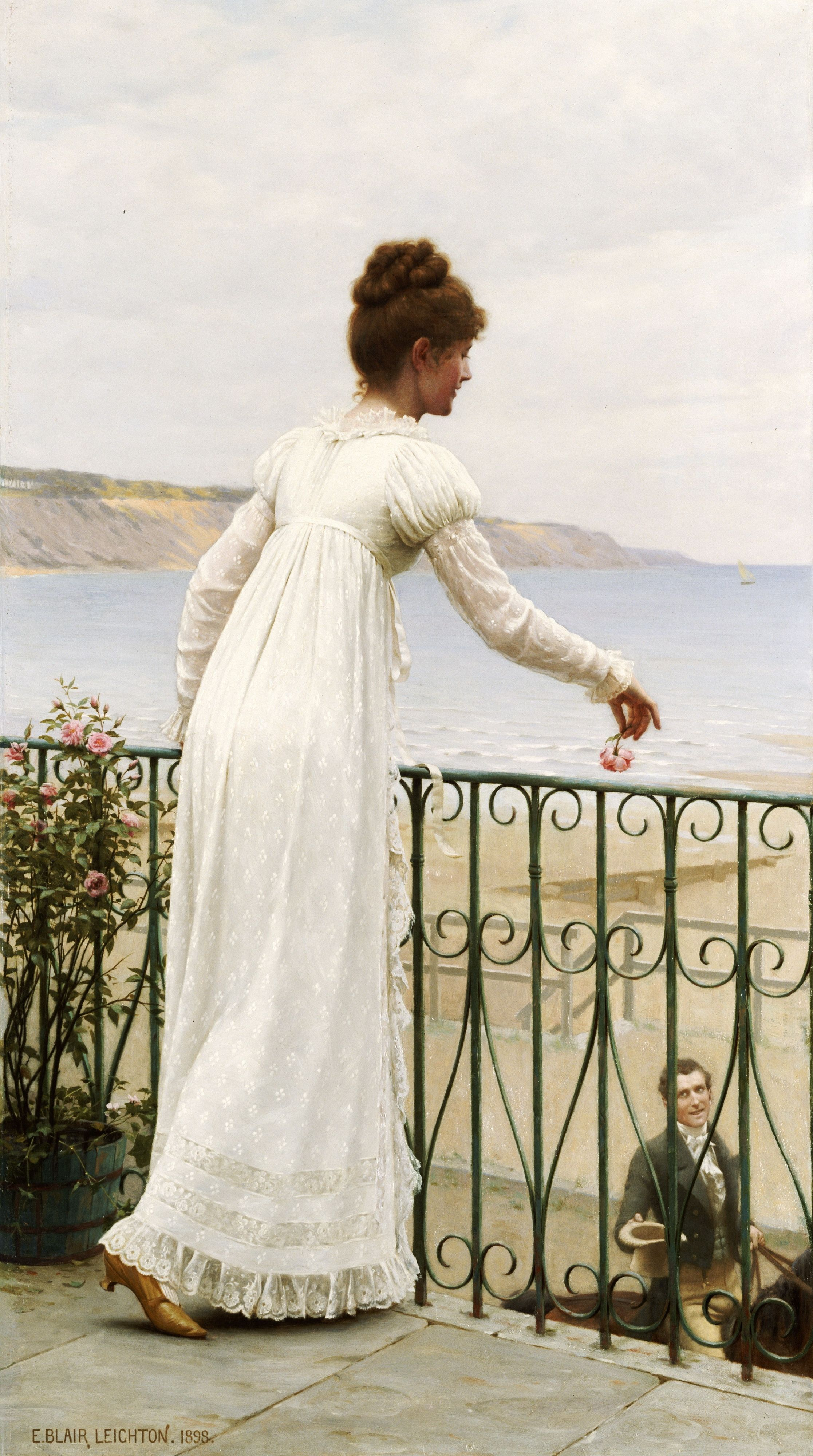
A favor d'Edmund Blair Leighton

Il s'agit d'un des sous-genres les plus populaires des romances historiques. Il recouvre la période de la Régence anglaise de 1811 à 1820. Plutôt que d'être simplement des histoires d'amour contemporaines transposées dans un cadre historique, les romances « Régence » forment un genre très spécifique qui obéit à des codes narratifs et des conventions stylistiques dérivés des œuvres de Jane Austen et Georgette Heyer, ainsi qu'à un genre littéraire surnommé « roman de mœurs » (« novel of manners »). En particulier, le style « Régence » comprend très peu de scènes d'amour explicites ainsi que de dialogues liés au sexe. À l'inverse, une place très importante est accordée aux dialogues intelligents, basés sur des échanges constants et rapides entre les deux protagonistes. Ainsi, Candace Camp, auteur de romances « Régence », déclare qu'elle a « toujours adoré lire les vieux romans anglais. C'est à eux que je dois mon goût pour les personnages secondaires capricieux et fantaisistes, et pour les dialogues vifs et humoristiques entre le héros et l'héroïne. ».
Les autres éléments communs au style « Régence » sont :
- un soupçon d'intrigue policière ou de farce ;
- une histoire d'amour secondaire avec un autre couple en plus de l'histoire plus sérieuse impliquant les héros ;
- une méprise sur l'identité d'un ou des héros, délibérée ou involontaire ;
- de fausses fiançailles ;
- des mariages de convenance ;
- des descriptions des activités communes durant la Saison[N 15] dont les bals, fêtes, voyages en calèches, pièces de théâtre, soupers, assemblées, promenades dans le parc, etc. ;
- des références aux — ou descriptions des — loisirs et activités pratiqués par les jeunes hommes à la mode, comprenant voyage, conduite, boxe, jeu, escrime, tir etc.

Comme les autres genres et sous-genres de fiction, les romances « Régence » connaissent aux États-Unis des vagues de popularité cycliques. Au début des années 2000, comme pour les autres romances historiques, le style subit une baisse de son lectorat en faveur des récits contemporains. Par ailleurs, pendant les années 90 et 2000, il évolue progressivement selon les sensibilités et les mentalités de nouveaux lecteurs. Désormais, les auteurs n'hésitent plus à injecter une dose de sensualité dans leurs récits. Néanmoins, quelques éditeurs résistent à cette tendance en misant sur le retour à la mode des romances « Régence » et en faisant appel à une nouvelle génération de lecteurs.
Parmi les auteurs les plus connus de ce sous-genre et traduits en français, il faut citer Georgette Heyer, Barbara Cartland, Mary Balogh, Lisa Kleypas et Julia Quinn, dont l'adaptation sur Netflix de sa saga La Chronique des Bridgerton connaît un succès mondial.

### Victorienne
L'action de ces romances se déroule entre 1832 et 1901 en Angleterre, en commençant par le Reform Act de 1832 et en incluant le long règne de la reine Victoria. Ce sous-genre est très apprécié des auteurs de romances historiques, car cette longue période de calme relatif (seulement deux guerres : Guerre de Crimée et Guerre des Boers) est notamment celle de la Révolution industrielle. Le développement de l'industrie a permis l'éclosion d'un nouveau groupe social : « les nouveaux riches ». Ces romances généralement peuvent suivre la même ligne que les romances « Régence » en s'intéressant aux mœurs ou opter pour un ton plus grave en s'attardant sur les questions sociales. Hommes d'affaires, souvent issus de la classe moyenne, les héros tentent de s'octroyer une place au sein de l'Establishment britannique et surtout celle de la vieille aristocratie. Ils sont partagés entre leurs origines modestes et l'absence de reconnaissance voire le mépris qu'ils rencontrent en société. Toujours séduisante, l'héroïne peut être raisonnable et compétente ou rebelle et indécente, ou parfois un mélange des deux. L'une des astuces narratives appréciées des auteurs est le mariage entre un héros parvenu et la fille d'un noble désargenté ou l'inverse. D'autres auteurs se concentrent sur la vie familiale et sociale au sein de l'élite[réf. nécessaire].

### Pirate

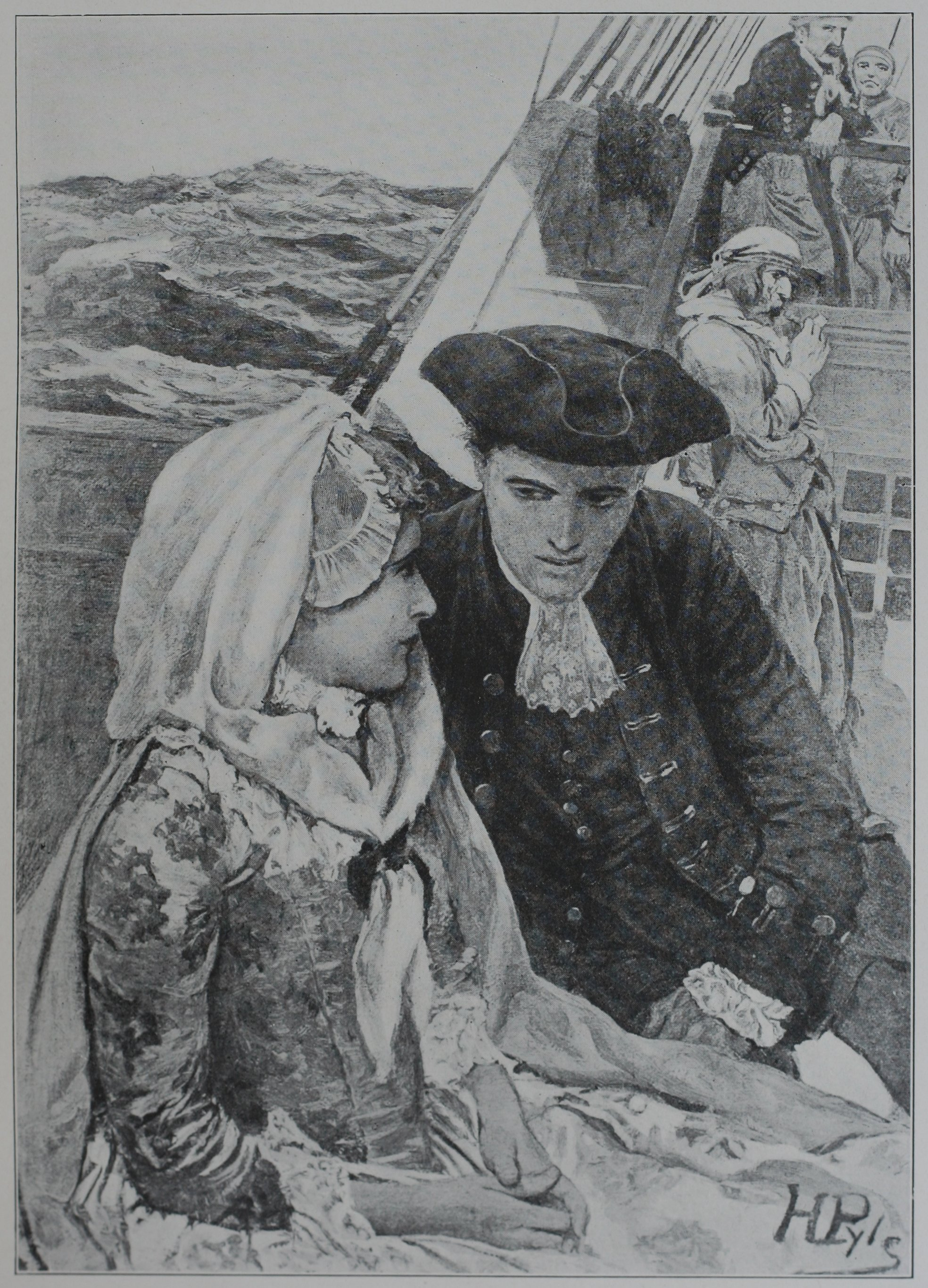
Illustration d'une romance pirate par Howard Pyle

Les romances de ce style présentent des hommes et des femmes qui naviguent ou qui envisagent de le faire, comme un pirate ou un corsaire en haute mer. Les auteurs s'éloignent de la réalité pour dépeindre une image romantique de la piraterie. Les héros pirates forment le nec plus ultra « des mauvais garçons qui dominent tout, juste pour la richesse et la liberté »,. Libérés des contraintes sociales et de la bienséance qui règnent sur le continent, les héros suivent leurs propres règles, contrôlent leur propre destin et n'hésitent pas à utiliser la force pour obtenir ce qu'ils désirent. Capitaines de leur navire, ce sont des meneurs d'hommes. L'héroïne est souvent capturée par le héros dans la première partie du roman, puis succombant à ses avances, elle finit par tomber amoureuse de son ravisseur. Dans les rares cas où c'est la femme qui est pirate, le livre se concentre en général sur sa lutte pour préserver sa liberté de choix en vivant la vie d'un homme. Indépendamment de cela, une grande partie des histoires ont lieu sur les bateaux, en pleine mer.

### Période coloniale
Ces romances se situent aux États-Unis entre 1630 et 1789.

#### Le Nouveau Monde
Le milieu du XVIIe siècle coïncide avec le début de la colonisation de l'Amérique et l'arrivée des Pères pèlerins. Les intrigues de ce sous-genre tournent principalement autour des problèmes que rencontrent les héroïnes rebelles et indépendantes dans la société puritaine. Elles ne cessent de combattre le système pour vivre leur vie comme elles l'entendent. À la fin du roman, elles gagnent souvent, mais parfois la seule solution qui leur reste est de quitter la région ou la colonie. Les thèmes des sorcières, des rumeurs et de la superstition, inspirés notamment de la pièce d'Arthur Miller, Les Sorcières de Salem, sont également utilisés[réf. nécessaire].

#### Guerre d'indépendance contre l'Angleterre
Les récits mettent en exergue la lutte des colons américains contre les « Habits rouges », surnom qui était donné aux soldats anglais en référence à la couleur de leurs uniformes. Si certaines histoires d'amour concernent des familles divisées par la guerre, les romances sont majoritairement écrites du point de vue américain. Les missions secrètes, les espions, les évasions spectaculaires et les batailles sont des thèmes récurrents. Indépendantes, les héroïnes font preuve d'audace et n'hésitent pas à s'impliquer dans l'action. L'une des romances les plus connues de ce sous-genre est L'Homme au masque de Jude Deveraux, qui a fait l'objet d'un coffret spécial par Mattel comprenant un Ken et une Barbie de collection.

### Guerre de Sécession
En grande majorité situées dans l'un des États confédérés, ces romances recouvrent l'époque de la Guerre de Sécession américaine et celle de la reconstruction qui s'ensuit (1861-1880). Certaines s'inspirent du best-seller de Margaret Mitchell, Autant en emporte le vent. Dans ces romances, le ton utilisé par les auteurs est plus dramatique. Les protagonistes sont déchirés entre leurs sentiments respectifs et leur attachement aux valeurs de leur région d'origine (nord ou sud). Le héros est généralement le nordiste, car vis-à-vis de la jeune femme sudiste, il incarne l'envahisseur, l'ennemi, celui qui vient chambouler l'univers bien établi de la société sudiste en franchissant la ligne Mason-Dixon. L'esclavage est bien entendu évoqué et la position commune est celle de sa condamnation. Souvent les protagonistes des États du sud ont affranchi leurs esclaves et partagent un peu les idées abolitionnistes de leurs ennemis. Lors de l'après-guerre, les amants sont séparés par les privations et les rancœurs qui subsistent envers les vainqueurs.

### Western
Ces romances se déroulent près de la Frontière aux États-Unis et au Canada du temps de la Conquête de l'Ouest, plus précisément à « l'ouest du Mississippi pendant la deuxième moitié du XIXe siècle »,. Contrairement au genre Western traditionnel, où les femmes sont souvent marginalisées, la romance « Western » se concentre sur les expériences de la femme. Les héros masculins de ces romances recherchent l'aventure et doivent sans cesse faire face à l'inconnu. Ils sont souvent solitaires, plutôt sauvages et non-conformistes. Les héroïnes sont souvent obligées de voyager vers l'ouest par le biais d'évènements échappant à leur contrôle. Ces femmes doivent apprendre à survivre dans un monde d'hommes et finissent par vaincre leurs peurs grâce à l'amour. Les personnages sont variés avec une préférence pour les chasseurs de primes, propriétaires ou chanteuses de saloon, ranchers, institutrices, shérifs, chercheurs d'or, as de la gâchette et bien sûr les cow-boys. Dans la plupart des intrigues, le couple doit affronter un certain nombre de dangers. Mais c'est en surmontant ces obstacles qu'ils montrent qu'ils sont capables de forger une relation forte pour l'avenir.

#### Indienne

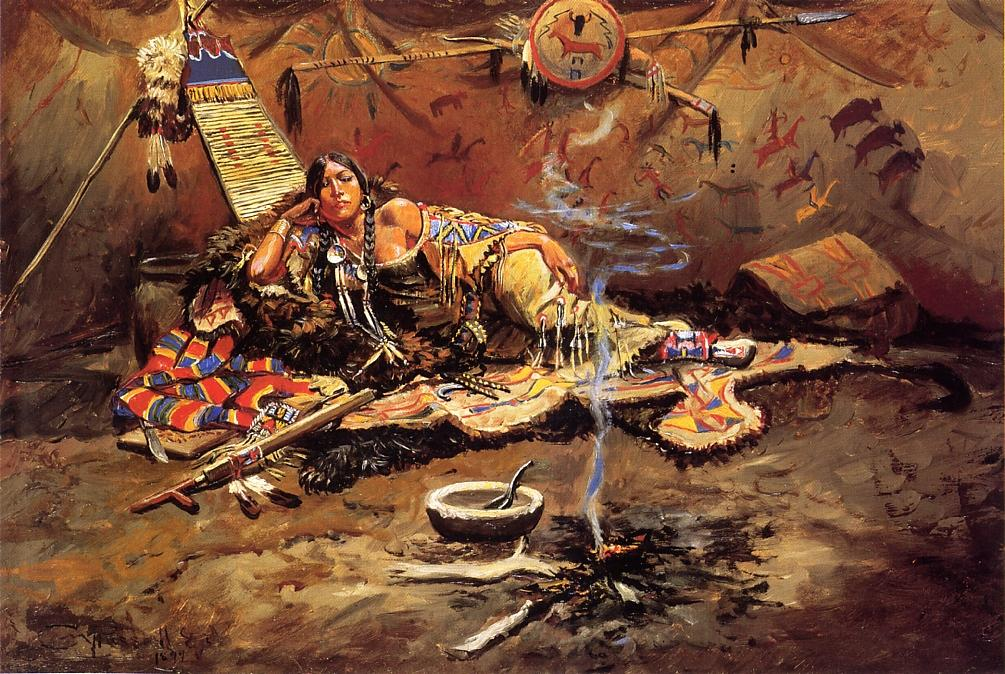
Waiting and Mad de Charles Marion Russell

Ces romances pourraient être englobées dans le style « Western », mais ils mettent toujours en scène un ou des protagonistes indiens ou métis dont « la culture est intégrée à l'histoire »,. Ces romances « [mettent en avant] l'instinct, la créativité, la liberté et le désir d'échapper aux restrictions de la Société pour rejoindre la Nature »,. Les membres des tribus indiennes qui apparaissent dans les livres sont communément décrits comme « des figures exotiques qui [disposent] d'une liberté qui suscite l'admiration et l'envie »,. Ils ne sont pas montrés comme des sauvages, mais comme des personnes civilisées et incomprises. Toutefois, les héros se battent fréquemment pour contrôler leurs plus sombres désirs. Souvent les protagonistes indiens doivent affronter des discriminations raciales et subir des épreuves en essayant de maintenir un mode de vie qui se distingue de la norme. Cependant, à la fin de l'histoire, ils ont à peu près réussi à les surmonter. Lorsqu'elles sont interrogées sur les raisons pour lesquelles elles lisent des romances « indiennes », beaucoup de lecteurs citent le désir de connaître les croyances, les coutumes et la culture des différentes tribus américaines. Les romances de ce sous-genre ne sont généralement pas limitées à une tribu, un territoire ou une période. Les lecteurs apprécient que les tribus indiennes « aient un mode de vie et une façon de penser ou de percevoir les choses entièrement différents »,. Dans la plupart des intrigues, l'amour de la tribu envers la nature est accentué. Enfin, généralement le héros ou l'héroïne est capturé(e) et tombe amoureux(se) d'un membre de la tribu. Ce sous-genre est également apparenté à un autre dérivé de la romance : la romance ethnique et multiculturelle,.

### Americana
Ce sous-genre se situe entre 1880 et 1920 aux États-Unis, généralement dans une petite ville ou dans l'Amérique rurale du Midwest. Americana est un mot utilisé aux États-Unis pour désigner toutes sortes d'éléments typiques de la culture américaine, comme l'apple pie, le fil de fer barbelé ou le baseball. Les héros et héroïnes sont des citoyens ordinaires qui occupent des professions très diverses (médecin, mécanicien, institutrice ou mère au foyer etc.). Les auteurs accordent souvent de l'importance à la description détaillée des personnages secondaires de la ville : le pasteur, le principal commerçant, le médecin, la « commère », etc. Généralement, ils délaissent la violence, l'aventure ou l'action pour se concentrer sur les relations entre des personnages évoluant dans des situations ordinaires, en adoptant un ton chaleureux ou humoristique. Les thèmes domestiques comme le mariage, la famille, les enfants sont régulièrement mis en avant. Les lecteurs de ce sous-genre plébiscitent son charme nostalgique et son côté terre à terre.